# Laurel Thatcher Ulrich
Laurel Thatcher Ulrich (1938) es una historiadora e investigadora estadounidense. Profesora emérita en la Universidad de Harvard, ocupó las cátedras de Historia Temprana de los Estados Unidos y Estudios sobre la Mujer. Ganadora del Premio Pulitzer en el año 1991, sus líneas de investigación se han centrado en el análisis de la mujer como sujeto histórico, fundamentalmente en el papel de la mujer decimonónica y en la sociedad mormona.

## Biografía
Laurel Thatcher Ulrich nace el 11 de julio del año 1938, en Sugar City, Idaho (USA). Criada en una familia mormona, su padre John Kenneth Thatcher Ulrich trabajó como profesor de escuela, granjero, superintendente y legislador, mientras que su madre Alice Siddoway Ulrich desempeñaba las labores domésticas y el cuidado de sus hijos.
En 1960, Laurel Thatcher Ulrich completó sus estudios en la Universidad de Utah, especializándose en filología inglesa y periodismo, siendo además la encargada de pronunciar el discurso de despedida en la ceremonia de graduación de su promoción. Ese mismo año se casa con Gael Ulrich, con quien se muda a Boston, lugar en el cual Gael completaría su doctorado en ingeniería mecánica dentro del prestigioso MIT (Massachusetts Institute of Technology).
En Boston permanecerían 10 años, periodo en el cual Laurel se dedicaría al cuidado de sus hijos (tendría 5 hijos con Gael), además de involucrarse en diversas actividades relacionadas con la cultura mormona (con la cual mantendría un fuerte arraigo a lo largo de su vida), de entre las cuales destacamos la publicación de una guía popular de la ciudad (junto a un grupo de intelectuales mormonas) y la creación de una revista feminista llamada The Exponent II (nombrada así en honor de The Exponent, una publicación de finales del XIX vinculada con el sufragismo femenino y la cultura mormona). De igual manera, Laurel continuaría con sus estudios, cursando así una maestría en inglés en el Simmons College, la cual completa en 1971.

## Trayectoria
Tras la conclusión de los estudios doctorales de Gael, la familia Thatcher se muda a Durham, New Hampshire, debido a que la Universidad de New Hampshire le había ofrecido a Gael un puesto como profesor titular en su Escuela de Ingeniería. Gracias a las facilidades que la universidad ofrecía a las esposas de los profesores a la hora de continuar con sus estudios, Laurel toma la decisión de doctorarse, aunque cambiando de materia en el proceso, desplazando así la literatura por la historia (decisión motivada por sus mentores Darrett y Anita Ruttman, quienes veían cualidades en Laurel como historiadora). Así pues, concluye su doctorado en el año 1980, especializándose en Historia Temprana de América.
Cabe destacar el hecho que, durante esta etapa de estudio, Laurel publica en 1976 su artículo Vertuous Women Found: New England Ministerial Literature, 1668-1735, en el cual acuña su famosa frase: “Las mujeres que se comportan de forma correcta rara vez hacen historia”. A pesar de que a primera vista esta frase parece incitar a la rebelión contra lo establecido, la propia autora ha reconocido en más de una ocasión que su intención era señalar la injusticia que estriba en que estas mujeres “correctas” no moldearan la Historia, no fomentar la ruptura y la rebeldía. La frase, sin embargo, pronto se convirtió en un fenómeno viral, siendo utilizada en multitud de productos de consumo masivo (tazas, camisetas, tarjetas de felicitación). Fue tal su influencia que la propia autora dedicó una obra al concepto (Well Behaved Women, publicada en 2006).
Tras completar sus estudios doctorales, Laurel decide quedarse en la Universidad de New Hampshire, donde consigue un trabajo de medio tiempo administrando un curso de Humanidades para los universitarios de primer año en la Universidad. De esta forma, se mantendrá en el cargo hasta el año 1984, momento en el que consigue un puesto como profesora asistente en la especialidad de Historia, dentro de la cual ascenderá hasta conseguir el puesto de profesora titular en el año 1992.
Durante este intervalo de tiempo, Laurel Thatcher escribe y publica la que es considerada por la crítica como su obra de mayor relevancia: A Midwife's Tale: The Life of Martha Ballard, Based on Her Diary, 1785-1812. En esta obra, la historiadora estadounidense utiliza como fuente principal el diario de Martha Ballard, quien vivió en Maine a principios del siglo XIX. Ballard, además de ejercer sus labores domésticas, funcionó también como comadrona, enfermera, funeraria y farmacéutica, siendo así su diario un documento de inestimable valor no sólo para el análisis de la condición femenina de la época (ya que ofrece una visión de las costumbres domésticas, matrimoniales y sexuales de la época), sino para el análisis de la propia sociedad en la que Martha Ballard vivió, siendo así una fuente fundamental para el estudio de la transición que Estados Unidos experimentó durante el periodo comprendido entre finales del siglo XVIII y principios del XIX.
Este trabajo supuso el despegue de la autora dentro del panorama historiográfico estadounidense, logrando así premios y galardones dotados de un gran prestigio, de entre los cuales destacamos el Premio Bancroft en Historia Americana (1991, el premio John S. Dunning (otorgado por la Asociación Americana de Historia) en 1991 y, especialmente, el premio Pulitzer de Historia en 1991 (galardón que recibieron prestigiosos historiadores como George F. Kennan o Bernard Baylin).
Tras la publicación de su obra magna, Laurel Thatcher fue premiada con varias becas, destacando entre ellas la beca Guggenheim (otorgada en 1991-1992) y la beca MacArthur (otorgada en el periodo 1992-1997), siendo esta última uno de los galardones más prestigiosos concedidos en la comunidad científica estadounidense, dotando a sus receptores de un monto de 500.000 dólares en valor a sus contribuciones en un trabajo científico original y creativo.
En 1995, abandona la universidad de New Hampshire, pasando a formar parte de una de las universidades más prestigiosas del mundo: Harvard, institución en la cual ejercerá como profesora de Historia Temprana de Estados Unidos y profesora de Estudios sobre la mujer. Thatcher Ulrich ejercerá dichas cátedras hasta el año 2018, momento en el cual pasa a ocupar la plaza de profesora emérita, jubilándose y desplazándose con su marido a Bala Cynwid, Pensilvania.
Por último, cabe mencionar el hecho de que Laurel Thatcher Ulrich fue miembro de la American Philosophical Society, de la American Academy of Arts and Sciences y de la Americal Historical Asocciation, llegando a ser presidenta de esta última.

## Premios y distinciones
- 1977: Beca Woodrow Wilson de Ensayo.
- 1982: Beca de Verano de la NEH.
- 1984-1985: Beca de la NEH.
- 1990: Premio John S. Dunning.
- 1990: Premio en memoria de Joan Kelly, American Historical Association.
- 1990: Premio literario de la Society for Historians of the Early Republic.
- 1991: Premio literario de la Berkshire Conference of Women Historians.
- 1991: Premio Pulitzer de Historia.
- 1991-1992: Beca Guggenheim.
- 1992: Premio Bancroft de Historia Americana.
- 1992-1997: Beca MacArthur.
- 1993: Premio Charles Frankel, Fondo Nacional para las Humanidades.
- 2009: Premio Ernesta Drinker Ballard.
- 2009: Premio John F. Kennedy, Massachussets Historical Society.
- 2009: Presidenta de la American Historical Association.
- 2013: Premio Arthur M. Schlesinger Jr, Sociedad de Historiadores Americanos.

## Obras
- 2017. A House Full of Females: Mormon Diaries,1830-1870. New York: Alfred A.Knopf, 2017, Vintage paper back, 2018.[7]
- 2015. Tangible Things: Writing History Through Objects, con Ivan Gaskell, Sarah Schechner, Sarah Carter, y Samantha van Gerbig. New York: Oxford University Press.[8]
- 2007. Well-behaved Women Seldom Make History. New York: Alfred A. Knopf.[9]
- 2001. The Age of Homespun: Objects and Stories in the Creation of an American Myth. New York: Alfred A. Knopf.[10]
- 1990. A Midwife’s Tale: The Life of Martha Ballard Based on Her Diary, 1785-1812. New York: Alfred A. Knopf, 1990;Vintage paperback 1991[11]
- 1982. Good Wives: Image and Reality in the Lives of Women in Northern New England, 1650-1750. New York: Alfred A. Knopf, 1982; Oxford University Press paperback, 1983; Vintage paperback, 1991[12]